# 久留一郎
久留 一郎（ひさとめ いちろう）は、日本の医師、研究者、教育者。

## 略歴
- 鳥取県立米子東高等学校卒業。
- 1981年、鳥取大学医学部卒業。
- 1985年、鳥取大学　医学博士。論文の題は「K[+]脱分極心室筋のVmaxに対するisoproterenolの抑制作用 」[1]。
- 1986年、米国ノースウェスタン大学医学校循環器科 研究員。
- 1993年、米国ペンシルベニア大学分子内科 研究員。
- 1998年、鳥取大学医学部第一内科 助教授。
- 2003年、鳥取大学大学院 医学系研究科 機能再生医化学専攻、遺伝子再生医療学講座 再生医療学分野 教授。
- 2011年、鳥取大学大学院 医学系研究科 機能再生医化学専攻 専攻長(兼任)

## 研究
- 研修医の時に、低尿酸血症の患者を受け持ち、以来尿酸に興味を持ち、研究対象としている。